# Regene Lewis
Regene „Jean“ Lewis (* ca. 1922 in England), heutige Jean Nissan, ist eine britische ehemalige Mitarbeiterin von Bletchley Park (B.P.) und spätere Kryptoanalytikerin in der B.P.-Außenstelle des britischen Außenministeriums in London.

## Leben
Kurz nach Ausbruch des Krieges hatte die damals gerade 18-Jährige den nur wenig älteren Bernard Lewis (1916–2018) geheiratet, den sie in Cambridge kennengelernt hatte. Sowohl die London School of Economics (LSE), die sie besuchte, als auch die School of Oriental and African Studies (SOAS), die Lewis besuchte, waren aus der durch deutsche Luftangriffe permanent gefährdeten britischen Hauptstadt ins vergleichsweise sichere Cambridge evakuiert worden. Fern vom Elternhaus, kamen sich die beiden jungen Menschen schnell näher und heirateten.
Nur wenig später, gegen Ende des Jahres 1941, begann sie mit ihrer Arbeit in B.P., also der zentralen militärischen Dienststelle, etwa siebzig Kilometer nordwestlich von London gelegen, in der die Briten während des Zweiten Weltkriegs den verschlüsselten Nachrichtenverkehr der Wehrmacht erfolgreich entzifferten. Sie bekam eine Anstellung zunächst als Hilfskraft in Hut 4 (deutsch Baracke 4). Hier wurden die durch die Nachbargruppe Hut 8 entzifferten Funksprüche ausgewertet. Die beiden Huts bildeten zusammen die Naval Section (Marine-Sektion), zu deren Aufgaben es gehörte, die Verschlüsselung der deutschen Kriegsmarine zu entziffern. Diese verwendete die Rotor-Chiffriermaschine Enigma-M3 und ab Februar 1942, speziell bei den deutschen U-Booten, die Enigma-M4. Während Hut 8, bis September 1941 unter der Leitung von Alan Turing und danach unter Hugh Alexander, die Entzifferung der Funksprüche durchführte, war es Aufgabe von Hut 4 die „rohen“ Klartexte zu „interpretieren“.
Zur „Interpretation“ der Funksprüche gehörte zunächst die „Entstümmelung“, also die Korrektur von falschen oder fehlenden Buchstaben. Signalverstümmelungen sind in der Praxis nahezu unvermeidlich. Sie entstehen beispielsweise durch Schreibfehler oder Tastfehler auf deutscher Seite, atmosphärische Störungen wie beispielsweise Gewitterblitze während der Funkübertragung, oder durch Hörfehler oder Flüchtigkeitsfehler auf britischer Seite. Als Nächstes sind deutsche Gepflogenheiten bei der Textformatierung (siehe auch Kapitel Funkspruch im Enigma-Artikel) zu berücksichtigen sowie deutsche technische oder militärische Fachbegriffe, Abkürzungen, Buchstabierhilfen, Decknamen etc. zu erkennen und richtig zu interpretieren. Schließlich war der nun „reine“ Klartext möglichst genau in die englische Sprache zu übersetzen.
Die junge Frau arbeitete in Hut 4 unter Leitung von Walter Ettinghausen (1910–2001), der in München geboren, noch als Kleinkind bereits während des Ersten Weltkriegs aus Deutschland emigriert war, längst die britische Staatsbürgerschaft hatte, und nach dem Zweiten Weltkrieg ein bedeutender israelischer Diplomat werden sollte. Regene Lewis bekam nach eigenen Worten eine sehr einfache und langweilige Aufgabe, sie hatte eingehende Nachrichten zu nummerieren.
Während dieser Zeit konnte ihr Ehemann, der auch in B.P. arbeitete, wertvolle kryptanalytische Hilfe leisten. Es ging um einen entzifferten Text, bei dem die zugrundeliegende Sprache unklar war. Weder Französisch noch Deutsch noch Italienisch noch andere „übliche“ Sprachen passten. Der damalige Colonel (Oberst) und spätere Brigadier John Tiltman (1894–1982), dem man daraufhin die Nachricht vorlegte, vermutete Hebräisch. Nach einigen Schwierigkeiten gelang es dann ihrem Ehemann, der als promovierter Orientalist nicht nur Arabisch und Türkisch fließend beherrschte, sondern auch des Hebräischen mächtig war, den Klartext zu erschließen.
Nach diesem Erfolg übernahm er die Abteilung Palästina innerhalb von B.P. und leitete sie für den Rest des Krieges. Kurz darauf, noch in der ersten Hälfte des Jahres 1942, wurde die Diplomatic Section von Bletchley nach London verlegt, und mit ihr das Ehepaar Lewis. Deren Gefühle zueinander kühlten jedoch merklich ab und sie trennten sich. Um Begegnungen mit ihrem „Ex“, die sie nun als peinlich empfand, zu vermeiden, dachte sie darüber nach, den Dienst zu quittieren, entschied sich dann aber mit ihrem Chef, Commander (Fregattenkapitän) Alastair Denniston (1881–1961), zu sprechen. Sie erläuterte ihm die Situation und bat ihn, dafür Sorge zu tragen, dass sie nicht mehr im selben Gebäude arbeiten müsse wie Bernard Lewis. Er fragte: „Warum?“ Sie antwortete: „Weil sie dann Bernard beispielsweise im Treppenhaus begegnen könne und solch eine Begegnung für sie peinlich wäre.“ Darauf entgegnete ihr Chef nur, dass es für ihn nicht peinlich wäre.
Kurz darauf wurde Regene zur Kryptoanalytikerin, als italienische Chiffren, die bisher „mitgelesen“ werden konnten, plötzlich nicht mehr brachen. Die Situation war kritisch und die Codebreakers fürchteten, sie müssten mühsam von vorn beginnen. Regene konnte sich jedoch nicht vorstellen, dass die Italiener die Ressourcen zu einem radikalen Wechsel des Chiffriersystems aufbringen würden. Über Nacht hatte sie die rettende Idee und erriet die „Komplikation“, die die italienische Seite eingeführt hatte. Es handelte sich um einen „Offset“ des Schlüssels unter Verwendung des Kalenderdatums. Von da an war sie „Mädchen für alles“ in der italienischen Sektion und wurde zur hochgeschätzten Kollegin im Codebreaking-Team. Kurz dachte sie noch darüber nach, zu den Wrens zu wechseln, also dem Königlichen Marinedienst der Frauen, weil sie, im Gegensatz zu ihrer Umgebung, keine Uniform tragen durfte. Ihr Chef brachte sie aber von dieser „Schnapsidee“ wieder ab, wofür sie ihm rückblickend sehr dankbar war.
Gegen Ende des Krieges wechselte sie noch zur ungarischen  Sektion und befasste sich auch mit Geheimtexten in Sprachen wie Russisch und Tschechisch. Nach dem Krieg, im immer noch sehr jugendlichen Alter von 23 Jahren, beendete sie ihren Dienst für das Außenministerium und wanderte 1947 in die Vereinigten Staaten aus. Sie lernte einen in Russland geborenen Israeli kennen, der ihr zweiter Ehemann wurde, und mit dem sie um 1950 ins nur kurz zuvor neugegründete Israel ging. Dort brachte sie zuerst einen Sohn und danach eine Tochter zur Welt, ging dann zurück nach England und bekam eine zweite Tochter.
Wie Joan Clarke (1917–1996), Mavis Lever (1921–2013) und Margaret Rock (1903–1983) gehört Regene Lewis zu den wenigen weiblichen Codebreakers.